# Chajjim Jehuda
Chajjim Jehuda (hebr.: חיים יהודה, ang.: Haim Yehuda, ur. 9 listopada 1917 w Kairze, zm. 1985) – izraelski polityk, w latach 1955–1960 poseł do Knesetu z listy Mapam.

## Życiorys
Urodził się 9 listopada 1917 w Kairze, w ówczesnym Sułtanacie Egiptu.
W okresie międzywojennym działał w Komunistycznej Partii Egiptu. Podczas II wojny światowej walczył w szeregach British Army. W 1948 wyemigrował do nowo powstałego państwa Izrael.
W wyborach parlamentarnych w 1955 po raz pierwszy dostał się do izraelskiego parlamentu z listy Mapam (Zjednoczonej Partii Robotniczej) W trzecim Knesecie zasiadał w pięciu komisjach: spraw wewnętrznych; gospodarki; służby publicznej; edukacji i kultury oraz konstytucyjnej, prawa i sprawiedliwości. W 1959 uzyskał reelekcję, a w Knesecie czwartej kadencji zasiadał w trzech komisjach: gospodarki; służby publicznej; oraz edukacji i kultury. 10 lipca 1960 zrezygnował z zasiadania w parlamencie, mandat objął po nim Josef Kusznir. Pełnił funkcję przewodniczącego samorządu lokalnego Bet Dagan.
Zmarł w 1985 roku.